# 德梅爾

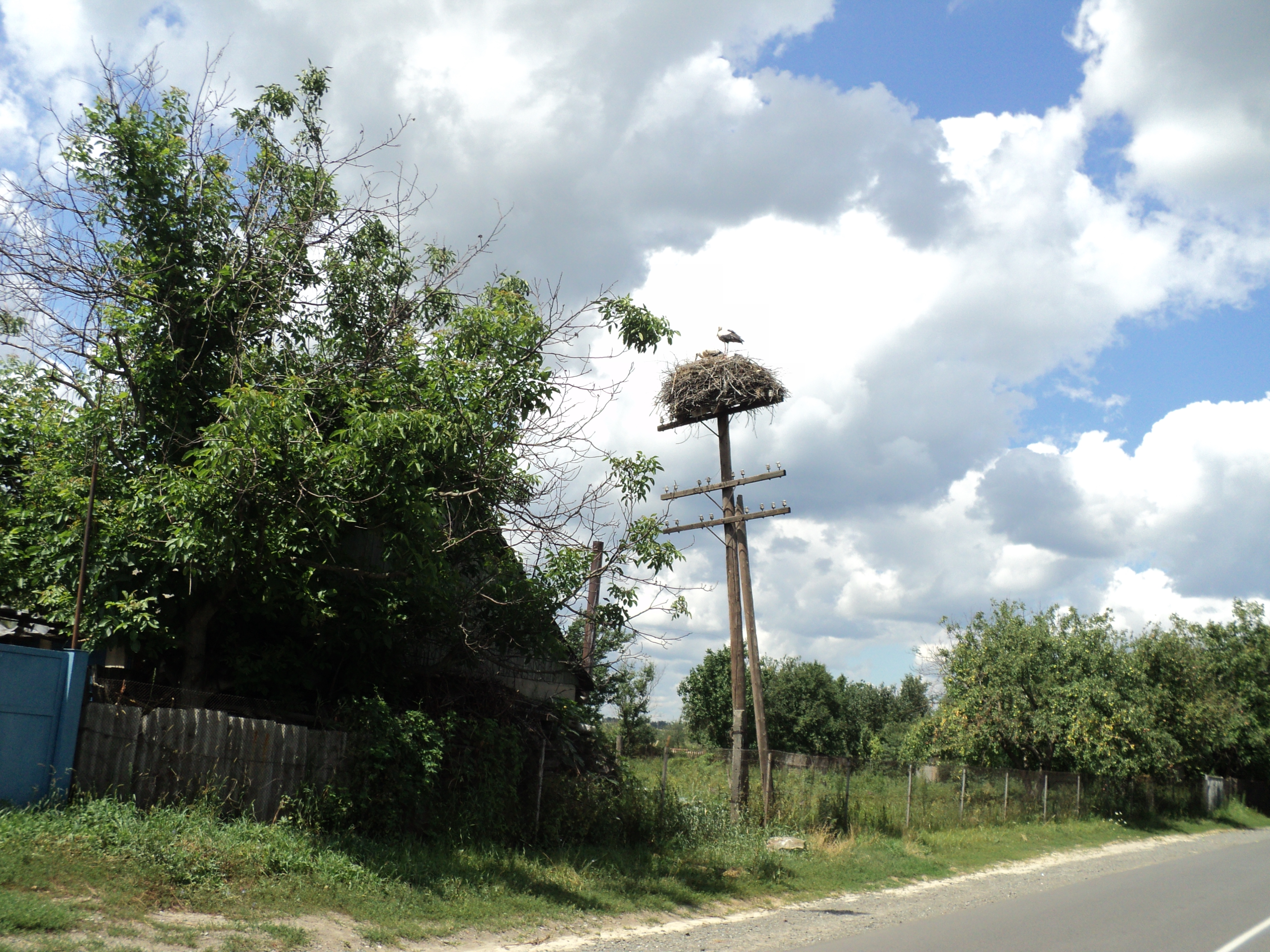

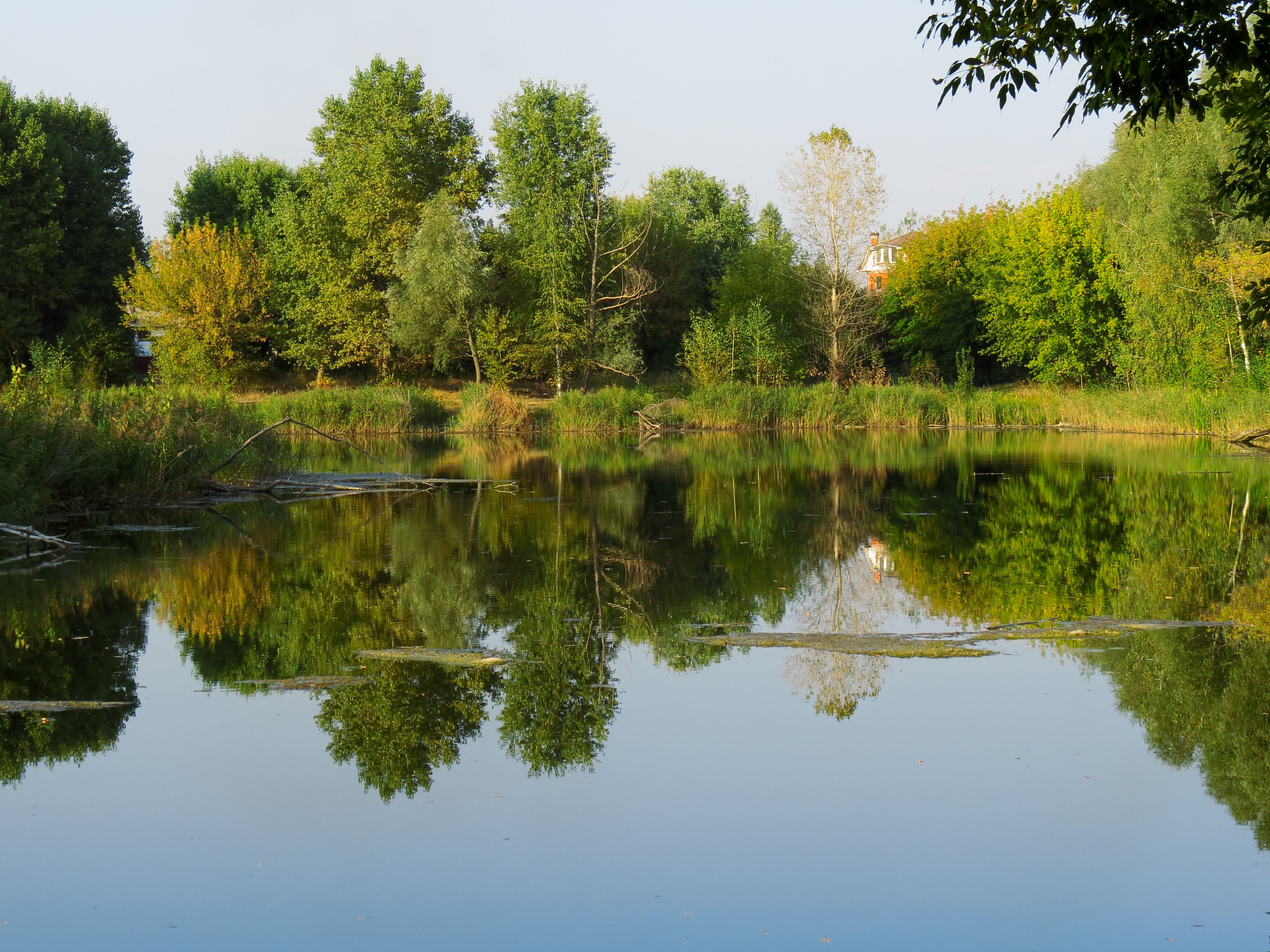

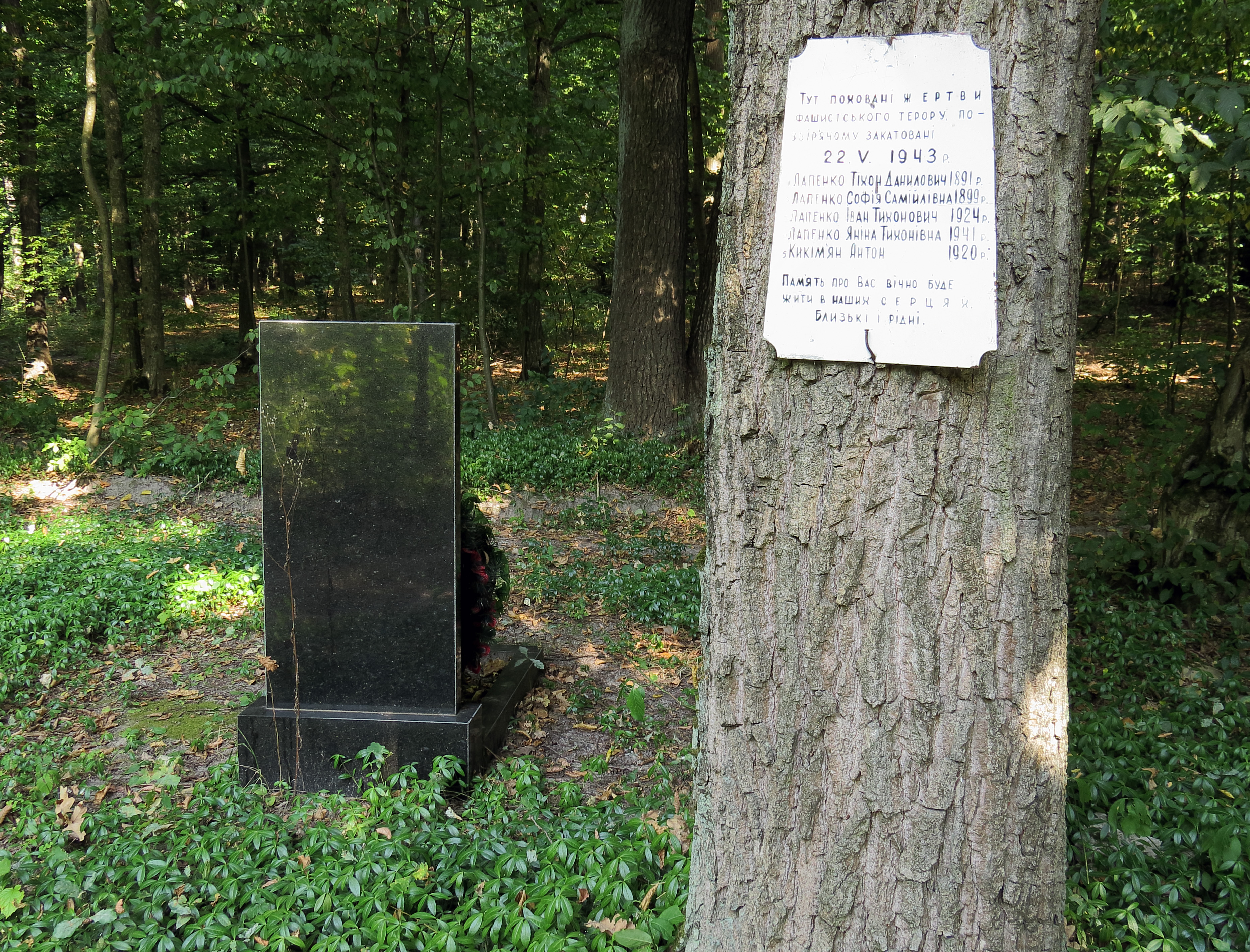

德梅爾（羅馬化：Dymer）是烏克蘭中北部基輔州维什霍罗德区德梅尔市镇内的鎮及其行政中心，距離烏克蘭首都基輔32公里，始建於1582年，面積8.60平方公里，2012年人口5,786人，人口密度每平方公里674.8人。
俄羅斯入侵烏克蘭期間，德梅爾曾遭俄羅斯佔領。